# Banjuli nemzetközi repülőtér
A Banjuli nemzetközi repülőtér (IATA: BJL, ICAO: GBYD) Gambia egyetlen nemzetközi repülőtere az ország fővárosa, Banjul közelében. 2004-ben az éves utasszám 310 719 fő volt. Vészhelyzet esetére a NASA bármely űrrepülője számára alternatív leszállóhelyként választották ki a repülőteret.

## Története
Gambia egyetlen repülőtere. A második világháború után a repülőteret utasszállító járatok használták. Mind a British South American Airways, mind a British Overseas Airways Corporation rendelkezett járatokkal, de az előbbi Dakarba helyezte át járatát, amely ekkor már beton kifutópályával rendelkezett. A repülőteret 1963-ban újjáépítették, és az épületet ma is használják.
2001 februárjában a Ghana Airways járatot indított Banjulon keresztül Baltimore-ba, amely Accrából indult. A Ghana Airways, a Gambia International Airlines, valamint a ghánai és a gambiai kormány együttműködésével jött létre a járat. 2006 júniusában a North American Airlines Boeing 767-esekkel indított járatot Baltimore-ba, de az csak hét hónapig tartott.
A repülőtér volt a Gambia Bird fő csomópontja, amíg a légitársaság 2014 végén be nem szüntette működését.

## Forgalom
Az utasforgalom az elmúlt években az alábbi módon változott:

## Légitársaságok és célállomások
| Légitársaság            | Célállomások                                                      |
| ----------------------- | ----------------------------------------------------------------- |
| Air France              | Párizs–Charles de Gaulle                                          |
| Air Senegal             | Bissau, Dakar–Diass                                               |
| ASKY Airlines           | Accra, Freetown, Lomé, Monrovia–Roberts                           |
| Binter Canarias         | Gran Canaria                                                      |
| Brussels Airlines       | Brüsszel, Dakar–Diass                                             |
| Corendon Dutch Airlines | Szezonális: Amszterdam, Maastricht/Aachen                         |
| Enter Air               | Szezonális charter: London-Gatwick                                |
| Royal Air Maroc         | Casablanca                                                        |
| Smartwings Slovakia     | Szezonális charter: Pozsony                                       |
| Sunclass Airlines       | Szezonális charter: Koppenhága, Helsinki, Stockholm–Arlanda, Oslo |
| TAP Portugal            | Lisszabon                                                         |
| Transair                | Dakar–Diass, Freetown                                             |
| TUI Airways             | Szezonális: London-Gatwick, Manchester                            |
| TUI fly Belgium         | Szezonális: Brüsszel                                              |
| TUI fly Netherlands     | Amszterdam                                                        |
| Turkish Airlines        | Isztambul                                                         |
| Vueling                 | Barcelona                                                         |

## Balesetek és incidensek
- 1946. július 4-én egy G-AHJB lajstromjelű Bristol Freighter 170-es, amely Bathurstből (ma Banjul) Natalba repült egy Argentínába tartó út során, üzemanyaghiányt tapasztalt, ami miatt a személyzetnek el kellett hagynia a gépet. A legénység tagjait egy amerikai gőzös mentette ki. A valószínűsíthető ok a hibás navigáció miatti üzemanyaghiányból eredő motorhiba volt. A balesetben senki sem halt meg.[20]
- 1946. szeptember 7-én a British South American Airways G-AHEW lajstromjelű Avro 685 York I típusú, Londonból Buenos Airesbe tartó gépe felett röviddel a repülőtérről való felszállás után elvesztette a legénység az irányítást és lezuhantak. Az irányítás elvesztésének okát nem lehet biztosan megállapítani, de a legvalószínűbb magyarázat az, hogy a kapitány nem megfelelően vezette a repülőgépet. Mind a 24 utas meghalt.[21][22]
- 1997. október 10-én a NAYSA Aerotaxis[23] által üzemeltetett Beechcraft 200 Super King Air[24] körülbelül 5 kilométerrel a kifutópálya előtt, megközelítés közben lezuhant. A tíz utas közül egy kivételével mindenki meghalt.

## Lásd még
- Banjul

## Fordítás
- Ez a szócikk részben vagy egészben  a   Banjul International Airport című angol Wikipédia-szócikk ezen változatának fordításán alapul.  Az eredeti cikk szerkesztőit annak laptörténete sorolja fel. Ez a jelzés csupán a megfogalmazás eredetét és a szerzői jogokat jelzi, nem szolgál a cikkben szereplő információk forrásmegjelöléseként.